# Kanton Crécy-sur-Serre
Kanton Crécy-sur-Serre (fr. Canton de Crécy-sur-Serre) byl francouzský kanton v departementu Aisne v regionu Pikardie. Tvořilo ho 19 obcí. Zrušen byl po reformě kantonů 2014.

## Obce kantonu
- Assis-sur-Serre
- Barenton-Bugny
- Barenton-Cel
- Barenton-sur-Serre
- Bois-lès-Pargny
- Chalandry
- Chéry-lès-Pouilly
- Couvron-et-Aumencourt
- Crécy-sur-Serre
- Dercy
- Mesbrecourt-Richecourt
- Montigny-sur-Crécy
- Mortiers
- Nouvion-et-Catillon
- Nouvion-le-Comte
- Pargny-les-Bois
- Pouilly-sur-Serre
- Remies
- Verneuil-sur-Serre